# Hybolasius vegetus
Hybolasius vegetus là một loài bọ cánh cứng trong họ Cerambycidae.